# LIPT2
LIPT2 (англ. Lipoyl(octanoyl) transferase 2) – білок, який кодується однойменним геном, розташованим у людей на 11-й хромосомі. Довжина поліпептидного ланцюга білка становить 231 амінокислот, а молекулярна маса — 25 195.
| 10         |  | 20         |  | 30         |  | 40         |  | 50         |
| ---------- |  | ---------- |  | ---------- |  | ---------- |  | ---------- |
| MRQPAVRLVR |  | LGRVPYAELL |  | GLQDRWLRRL |  | QAEPGIEAPS |  | GTEAGALLLC |
| EPAGPVYTAG |  | LRGGLTPEET |  | ARLRALGAEV |  | RVTGRGGLAT |  | FHGPGQLLCH |
| PVLDLRRLGL |  | RLRMHVASLE |  | ACAVRLCELQ |  | GLQDARARPP |  | PYTGVWLDDR |
| KICAIGVRCG |  | RHITSHGLAL |  | NCSTDLTWFE |  | HIVPCGLVGT |  | GVTSLSKELQ |
| RHVTVEEVMP |  | PFLVAFKEIY |  | KCTLISEDSP |  | N          |  |            |

A: Аланін

C: Цистеїн

D: Аспарагінова кислота

E: Глутамінова кислота

F: Фенілаланін

G: Гліцин

H: Гістидин

I: Ізолейцин

K: Лізин

L: Лейцин

M: Метіонін

N: Аспарагін

P: Пролін

Q: Глутамін

R: Аргінін

S: Серин

T: Треонін

V: Валін

W: Триптофан

Кодований геном білок за функціями належить до трансфераз, лігаз, ацилтрансфераз. 
Локалізований у мітохондрії.